# تاليثا بيتمان
تاليثا بيتمان (بالإنجليزية: Talitha Bateman)‏ (مواليد 4 سبتمبر 2001) هي ممثلة أمريكية ولدت في 4 سبتمبر 2001 في مدينة ترلوك،كاليفورنيا.

## وصلات خارجية
- تاليثا بيتمان على موقع IMDb (الإنجليزية)
- تاليثا بيتمان على موقع روتن توميتوز (الإنجليزية)
- تاليثا بيتمان على موقع قاعدة بيانات الفيلم (الإنجليزية)